# Disk Operating System

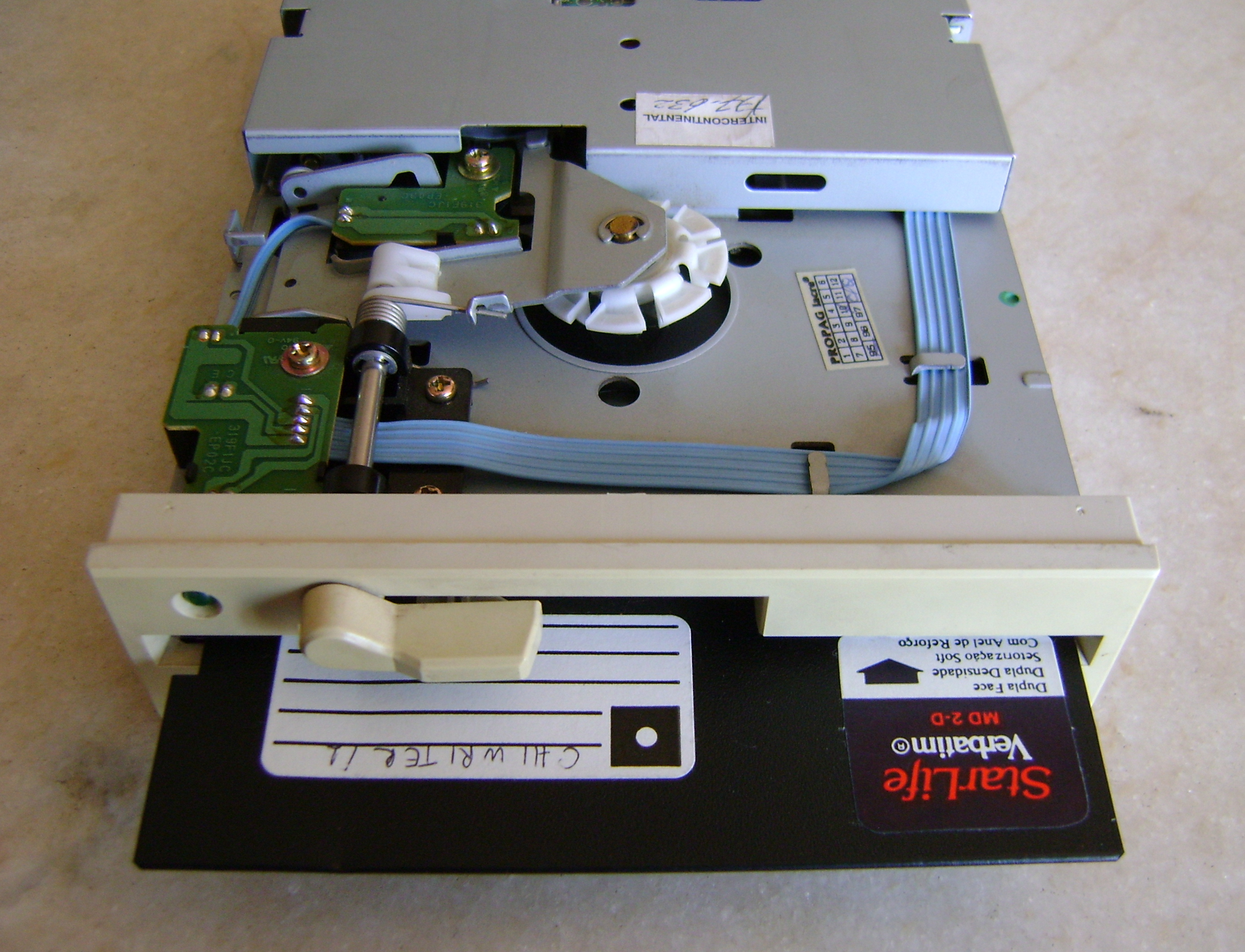
Disquetera amb un disquet de 5,25" semiintroduït.

Sistema operatiu de disc (Disk Operating System, específicament, i disk operating system, genèricament, més sovint abreviat com DOS en anglès) es refereix al programa de sistema operatiu que s'usava en la majoria dels ordinadors personals i que subministrava l'abstracció i administració dels dispositius d'emmagatzematge secundari i les informacions que contenien (per exemple, sistemes per a organització dels fitxers de tots els tipus). Tal programa és referit com un sistema operatiu de disc quan el dispositiu d'emmagatzematge que ell administra posseeix discs rotatius (tals com discs durs o disquets).
En els primordis de la microinformàtica, l'espai de memòria RAM era bastant limitat, de manera que el sistema operatiu de disc era una extensió del sistema operatiu. Aquest component era carregat solament quan necessari. Altrament, l'accés al disc quedaria limitat a operacions de baix nivell, tals com llegir i escriure sectors de disc.
En alguns casos, el component sistema operatiu de disc (o encara el sistema operatiu) era conegut com a DOS. En altres casos, l'expressió «sistema operatiu de disc» podria referir-se al sistema operatiu sencer si aquest fos carregat d'un disquet i suportés l'abstracció i l'administració de dispositius de disc. Entre els exemples, estan el DOS/360 i el FreeDOS. En la plataforma dels IBM PC compatibles, una família sencera de sistemes operatius va ser denominada DOS.

## Història

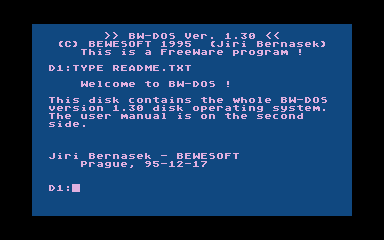
Pantalla inicial del BW-DOS, un sistema operatiu de disc per a micros Atari de 8 bits.

En els primordis dels ordinadors, no existien unitats de disc (disqueteres); en lloc d'elles, eren usades memòries de línia de retard, targetes perforades, cinta de paper, cinta magnètica i memòries de tambor. I en els primordis dels microordinadors, cinta de paper i cinta de casset (Kansas City Standard) eren sovint usats per emmagatzemar dades i programes. En els casos en els quals no hi havia un sistema d'emmagatzematge, l'entrada de programes i dades era feta per interruptors en un plafó frontal, directament en la memòria, o, a través d'un teclat/terminal, algunes vegades controlat per un intèrpret BASIC resident en ROM. Quan l'energia era desconnectada o després del programa ser executat, la informació així entrada desapareixia.
Tant discs durs com disqueteres exigeixen un programari capaç d'administrar l'accés ràpid als blocs d'arxivament de dades. Un temps en què microordinadors rarament tenien unitats de disc de qualsevol tipus (per compte del seu preu elevat), la necessitat d'haver-hi tal programari (el «sistema operatiu de disc») representava un senyal de gran prestigi. La mesura en què els preus tant del maquinari dels disqueteres com dels sistemes operatius van començar a baixar, van sorgir molts sistemes d'aquest tipus per a microordinadors.
Generalment, un sistema operatiu en disc era carregat a partir d'un disquet. Només algunes poques excepcions no seguien aquesta regla; entre elles, el Disc Filing System (DFS), opcional per al BBC Micro britànic, ofert com un kit amb un xip controlador de disc, un xip de ROM i un grapat de xips lògics per ser instal·lats dins de l'ordinador, i el CBM DOS de la Commodore, microprogramari emmagatzemat en un xip de ROM a cada unitat de disc.

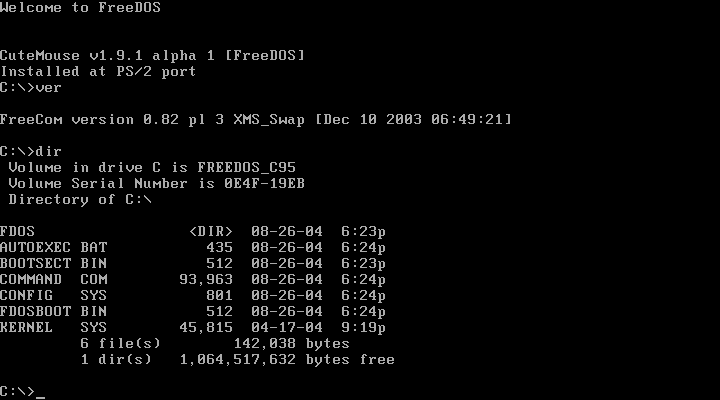
Pantalla del FreeDOS.

Totes les versions més recents de les línies d'ordinadors domèstics Commodore, SWTPC, Atari i Apple presentaven un sistema operatiu de disc (efectivament denominat DOS en el cas del Commodore 64: CBM DOS), Atari 800 (Atari DOS) i Apple II (Apple DOS), de la mateixa forma que, a l'altra punta de l'espectre de maquinari, les antigues sèries de mainframes d'IBM, System/360, 370 i (posteriorment) 390 (per exemple, DOS/360: Disk Operating System/360 i DOS/VSE: Disk Operating System/Virtual Storage Extended).
En màquines més grans, hi havien altres sistemes de sistemes operatius de disc, tal com l'IBM VM, els RSTS / RT-11 / VMS / TOPS-10 / TWENEX, ITS del MIT / CTSS de la DEC, les variants del NOS de la Control Data, Vulcan de la Harris, Unix dels Bell Labs i així per davant. Als microordinadors, les màquines 6800 i 6809 de la SWTPC usaven el sistema operatiu en disc FLEX de la TSC, les màquines TRS-80 de la RadioShack el TRS-DOS, el Color Computer usava l'OS-9, i la majoria de les màquines basades en l'Intel 8080 de l'IMSAI, MITS (fabricants del llegendari Altair 8800), Cromemco, North Star, etc., utilitzaven el sistema operatiu de disc CP/M-80.